# Musée Mécanique
Il Musée Mécanique (in italiano: Museo meccanico) è un museo interattivo situato nel quartiere di Fisherman's Wharf, a San Francisco, in California. Il museo possiede una collezione di giochi arcade del XX secolo ed altri artefatti. Il museo espone più di 300 macchine meccaniche ed è considerato uno dei luoghi con la più grande collezione privata di giochi di questo tipo al mondo.